# Mézières-en-Gâtinais
 Mézières-en-Gâtinais  es una población y comuna francesa, situada en la región de Centro, departamento de Loiret, en el distrito de Montargis y cantón de Bellegarde.

## Demografía
| 283 | 257 | 204 | 207 | 210 | 183 |
| Para los censos de 1962 a 1999 la población legal corresponde a la población sin duplicidades (Fuente: INSEE [Consultar]) |     |     |     |     |     |